# Marktkapitalisatiegewogen index
Een marktkapitalisatiegewogen index is een aandelenindex waarbij de fondsen met de grootste ondernemingswaarde het zwaarste meewegen. Deze ondernemingswaarde wordt gespecificeerd als marktkapitalisatie, het aantal uitstaande aandelen vermenigvuldigd met de koers. Meestal wordt bij de samenstelling van de index rekening gehouden met de free float, oftewel het aantal aandelen dat vrij verhandelbaar is. Dit is bijvoorbeeld het geval bij de Nederlandse AEX en de Belgische BEL 20.

## Formule
De onderstaande formule geeft de berekening aan. Van de aandelen in een index wordt het aantal aandelen vermenigvuldigd met de prijs en deze opgeteld. Dezelfde berekening wordt - bijvoorbeeld - een dag later gedaan en het verschil op de twee verschillende momenten wordt uitgedrukt als een procentuele verandering van de index. 
{\displaystyle {\frac {index_{\rm {_{nieuw}}}}{index_{\rm {_{oud}}}}}={\frac {\sum {\#aandelen}\cdot pri\!js_{\rm {_{nieuw}}}}{\sum {\#aandelen}\cdot pri\!js_{\rm {oud}}}}}

## Voorbeeld
In de onderstaande tabel wordt de waarde ontwikkeling berekend van een marktkapitalisatiegewogen index. In de kolommen (A) en (B) staan de koersen van vijf bedrijven (K tot en met O) op twee verschillende momenten. Voor de berekening van de marktkapitalisatiegewogen index worden de koersen op beide momenten eerst vermenigvuldigd met het aantal aandelen in de index (C). Uit de som van de uitkomsten, zie kolommen D en E, blijkt de index 1,0% is gedaald.
| Bedrijf                 | Koers (t=0) (A) | Koers (t=1) (B) | Aantal aandelen in index (C) | Waarde in index (t=0) (D)=(A)x(C) | Waarde in index (t=1) (E)=(B)x(C) |
| ----------------------- | --------------- | --------------- | ---------------------------- | --------------------------------- | --------------------------------- |
| K                       | 100             | 102             | 100                          | 10.000                            | 10.200                            |
| L                       | 85              | 50              | 20                           | 1700                              | 1000                              |
| M                       | 50              | 55              | 50                           | 2500                              | 2750                              |
| N                       | 40              | 43              | 40                           | 1600                              | 1720                              |
| O                       | 10              | 7               | 10                           | 100                               | 70                                |
| Som                     |                 |                 |                              | 15.900                            | 15.740                            |
| Procentuele verandering |                 |                 |                              |                                   | -1,0%                             |